# مصیاف

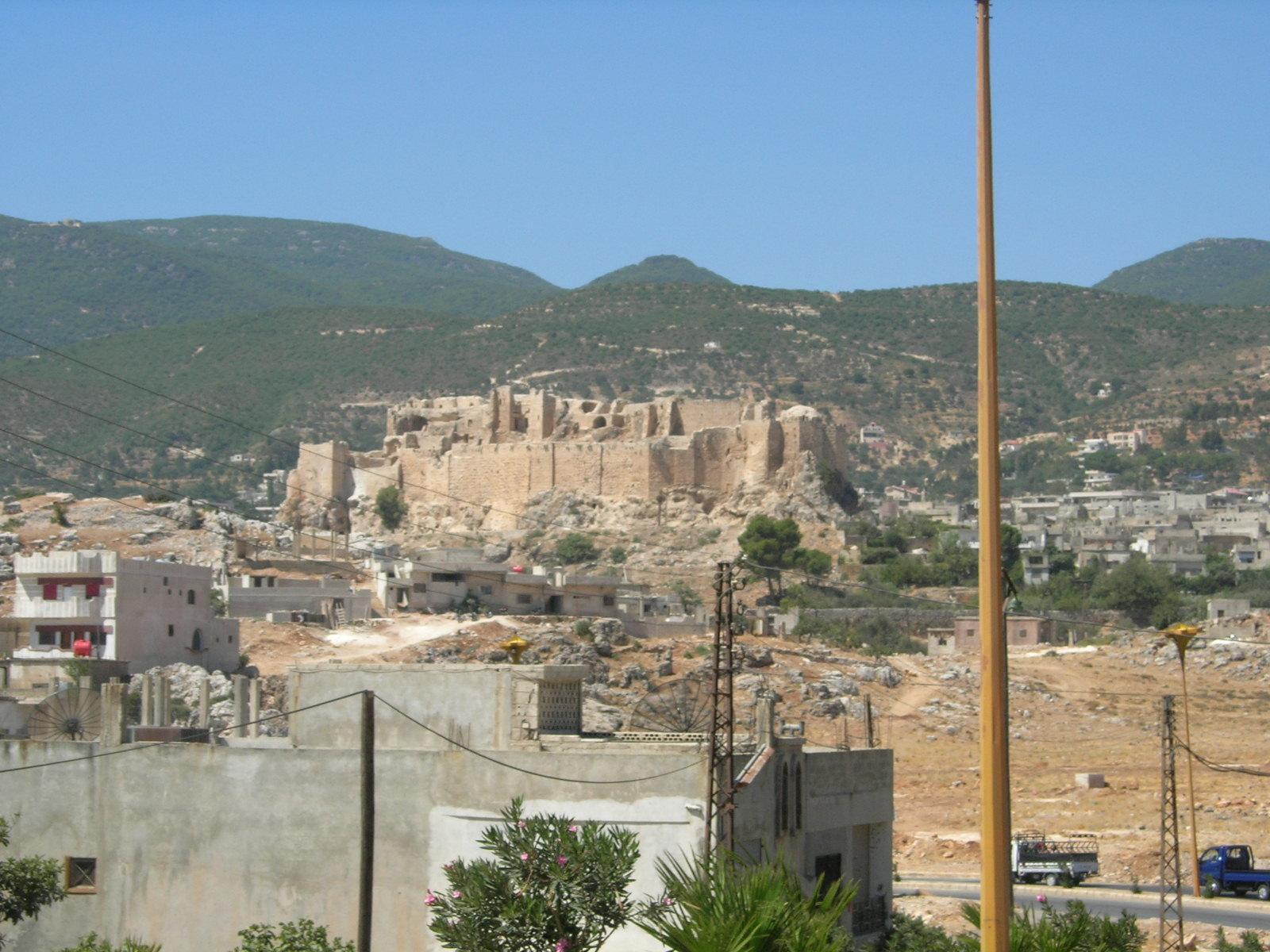
نمای قلعه مصیاف از طبقات پایین

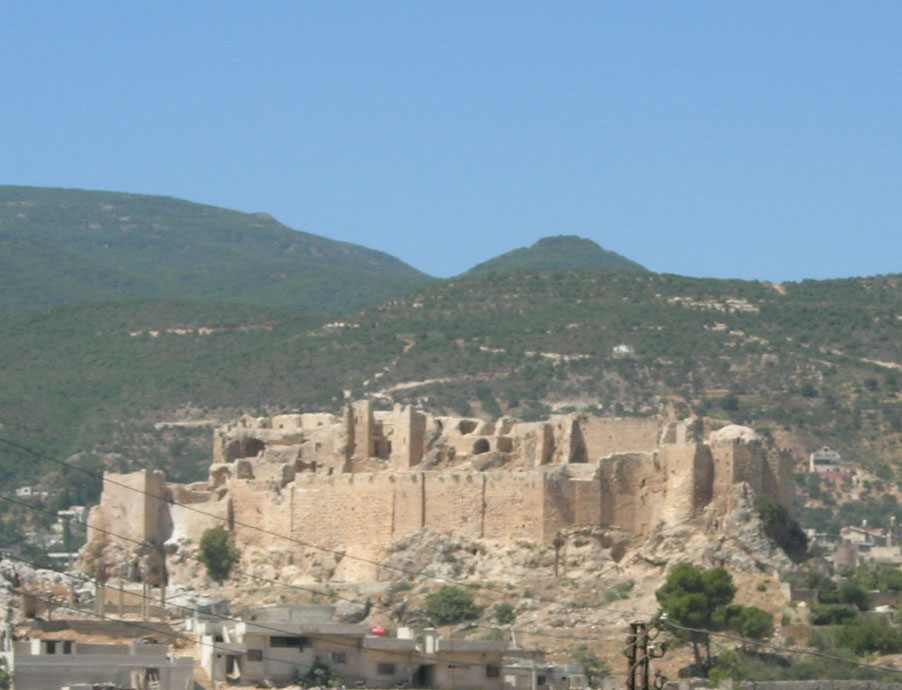
نمای بیرون

مصیاف یک شهر باستانی در سوریه است که دلیل شهرت آن بیشتر به خاطر قلعهٔ تاریخی  مرکزی آن است.
در نسخه شماره یک بازی اساسینز کرید یکی از پایگاه های حشاشین در این شهر واقع شده و شخصی به نام المعلم فرمانده آن است. که بعدها توسط نیروهای مسیحی در جنگ‌های صلیبی محاصره می‌شود و متروک می‌ماند. در افسانه‌ها آمده که در پشت قلعهٔ مصیاف باغی خرم وجود داشته که توسط نیروهای حسن صباح ساخته شده بود. زمانی این قلعه مرکز اصلی فرماندهی حشاشین سوری بود اما پس از آخرین شکست آنها فرقه حشاشین‌های سوری نابود و قلعه متروک شد.